# Моруел
Моруел (на английски: Morwell) е град в Югоизточна Австралия, център на местната администрация на Латроуб в щата Виктория.
Разположен е на 80 m надморска височина в долината Латроуб, на 150 km източно от Мелбърн. Известен е като център на въгледобива и производството на електроенергия. Населението му е около 13 540 души (2016 г.).

## Известни личности
Родени в Моруел
- Стенли Севидж (1890 – 1954), офицер